# 大阿福爾特恩
大阿福爾特恩是瑞士的城鎮，位於該國中西部，由伯恩州負責管轄，面積15.03平方公里，海拔高度511米，2011年人口2,778，人口密度每平方公里185人。

## 外部連結
- Official Website of the municipality （页面存档备份，存于）